# Маріка довгодзьоба
Ма́ріка довгодзьоба (Cinnyris lotenius) — вид горобцеподібних птахів родини нектаркових (Nectariniidae). Мешкає в Індії та на Шрі-Ланці. Вид названий на честь Йоана Гідеона Лотена, двадцять дев'ятого губернатора Голландського Цейлону.

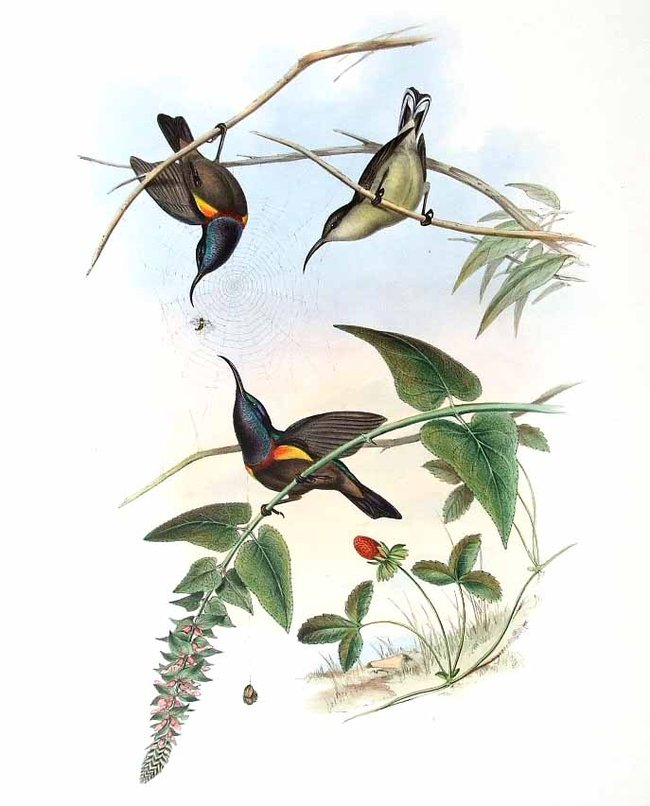
Довгодзьобі маріки

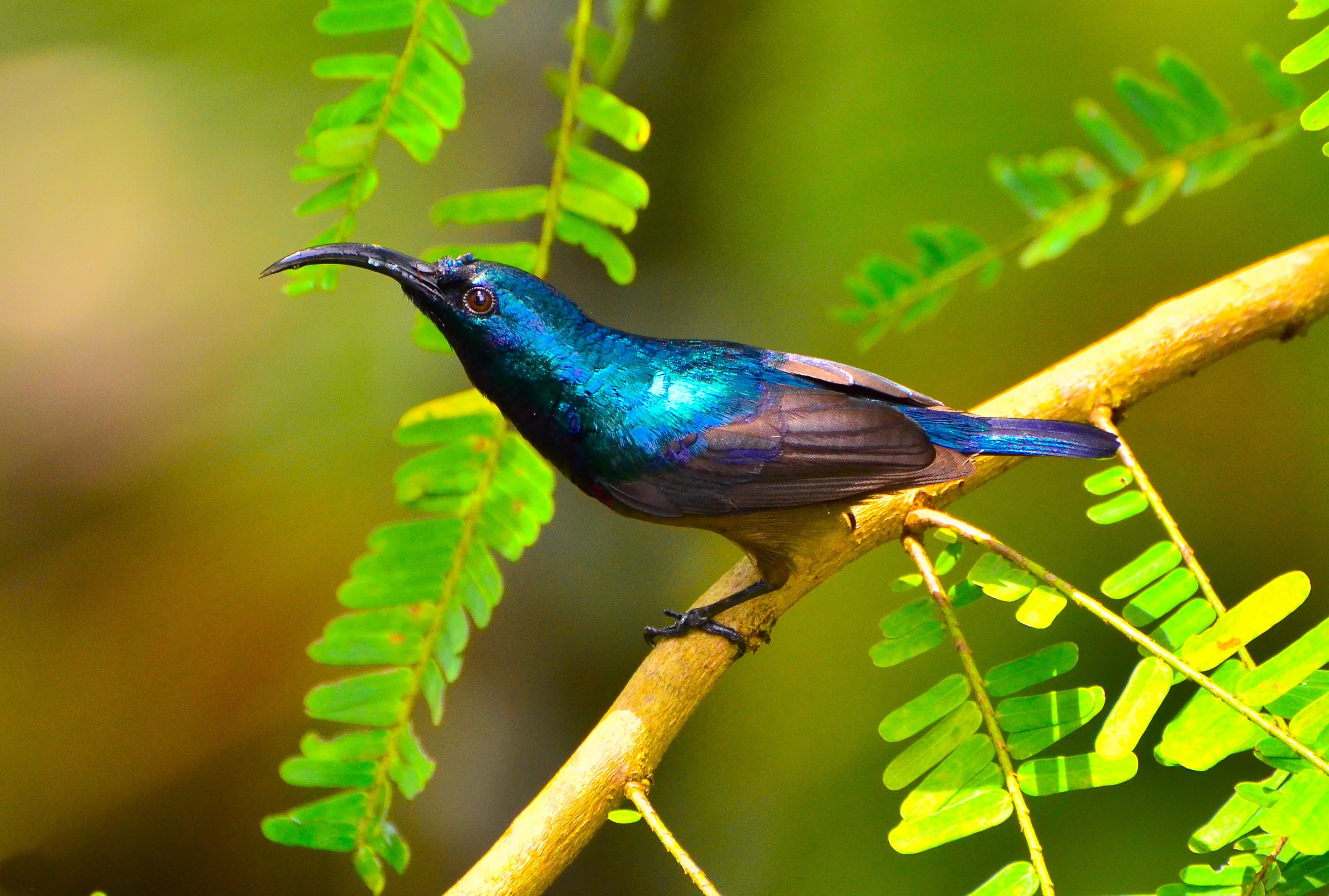
Самець довгодзьобої маріки

## Опис
Довжина птаха становить 12-13 см. У самців під час сезону розмноження забарвленн переважно фіолетове, металево-блискуче, крила бронзові, на грудях жовті плямки, живіт сірувато-коричневий. У самиць верхня частина тіла жовтувато-сіра, нижня частина тіла жовтувата. Забарвлення самців під час негніздового періоду подібне до самиць, однак на нижній частині тіла у них є фіолетова, металево-блискуча смуга. Дзьоб довгий, пристосований до живлення нектаром.

## Підвиди
Виділяють два підвиди:
- C. l. hindustanicus Whistler, 1944 — Південна Індія;
- C. l. lotenius (Linnaeus, 1766) — Шрі-Ланка.

## Поширення і екологія
Довгодзьобі маріки поширені на півдні Індії та на Шрі-Ланці. Вони живуть у вологих тропічних лісах і чагарникових заростях, на полях, в парках і садах. Живляться нектаром, дрібними комахами і павуками. Сезон розмноження триває з листопада по березень в Індії та з лютого по травень на Шрі-Ланці. В кладці 2 яйця, інкубаційний період триває 15 днів.